# Petrukit
Petrukit ist ein sehr selten vorkommendes Mineral aus der Mineralklasse der „Sulfide und Sulfosalze“. Es kristallisiert im orthorhombischen Kristallsystem mit der chemischen Zusammensetzung (Cu,Ag)2(Fe,Zn)(Sn,In)S4. Die in den runden Klammern angegebenen Elemente können sich in der Formel jeweils gegenseitig vertreten (Substitution, Diadochie), stehen jedoch immer im selben Mengenverhältnis zu den anderen Bestandteilen des Minerals.
Petruki konnte bisher nur in Form von kleinen, gerundeten Körner von 240 bis 400 μm Durchmesser im Inneren massiger Galenit- oder Sphalerit-Aggregate gefunden werden. Im Auflicht erscheint Petrukit an der Luft braun, in Öl dagegen grünlichbraun. Mit zunehmendem Zinkgehalt wird die Farbe immer grauer.

## Etymologie und Geschichte
Erstmals beschrieben wurde Petrukit 1989 von Stephen Kissin und D'Alton Owens, die das Mineral nach dem kanadischen Mineralogen William Petruk (* 1930) benannten, der dessen mögliche Existenz in seiner Studie von 1973 über die Mount-Pleasant-Erze vermerkt hatte.
Erstmals entdeckt wurde Petrukit an drei verschiedenen Fundorten, die entsprechend als Typlokalität für dieses Mineral gelten: in der „Ikuno Mine“ bei Asago in der japanischen Präfektur Hyōgo
sowie im Grubenfeld Herb, das am Turnagain River im Einzugsgebiet des Liard Rivers liegt, und in der „Mount Pleasant Mine“ bei Fredericton im Charlotte County in Kanada (British Columbia).

## Klassifikation
In der mittlerweile veralteten, aber noch gebräuchlichen 8. Auflage der Mineralsystematik nach Strunz gehörte der Petrukit zur Mineralklasse der „Sulfide und Sulfosalze“ und dort zur Abteilung der „Sulfide mit dem Stoffmengenverhältnis Metall : Schwefel, Selen, Tellur = 1 : 1“, wo er zusammen mit Barquillit, Briartit, Černýit (Cernyit), Famatinit, Ferrokësterit (Ferrokesterit), Hocartit, Kësterit (Kesterit), Kuramit, Luzonit, Permingeatit, Pirquitasit, Rhodostannit, Sakuraiit, Stannit, Toyohait und Velikit die „Stannit-Gruppe“ mit der System-Nr. II/C.06 bildete.
Die seit 2001 gültige und von der International Mineralogical Association (IMA) verwendete 9. Auflage der Strunz'schen Mineralsystematik ordnet den Petrukit dagegen in die neue Abteilung der Sulfarsenate und dort in die unbenannte Unterabteilung „KA“ ein, wo er nur noch zusammen mit Enargit die „Enargitgruppe“ mit der System-Nr. 2.KA.05 bildet.
Auch die vorwiegend im englischen Sprachraum gebräuchliche Systematik der Minerale nach Dana ordnet den Petrukit in die Klasse der „Sulfide und Sulfosalze“ und dort in die Abteilung der „Sulfidminerale“ ein. Hier ist er als einziges Mitglied in der unbenannten Gruppe 02.09.18 innerhalb der Unterabteilung der „Sulfide – einschließlich Selenide und Telluride – mit der Zusammensetzung AmBnXp, mit (m+n):p=1:1“ zu finden.

## Bildung und Fundorte
Petrukit findet sich in polymetallischen Adern innerhalb granitischer Plutone. Als Begleitminerale treten neben Galenit und Sphalerit unter anderem noch Arsenopyrit, Chalkopyrit, Kassiterit, Potosíit, Pyrit, Quarz und Sakuraiit auf.
Weltweit konnte Petruktit bisher an weniger als zehn Fundorten nachgewiesen werden. Neben den genannten Typlokalitäten in Japan (Ikuno Mine) und Kanada (Grubenfeld Herb, Mount Pleasant Mine) sind dies noch die „Oploca Mine“ in der Lagerstätte von Mina Pirquitas im argentinischen Departamento Rinconada, Agios Konstantinos (Kamariza) und die „Jean Baptiste Mine“ in der griechischen Gemeinde Lavrio und die Gemeinde Gemerská Poloma im Osten der Slowakei.

## Kristallstruktur
Petrukit kristallisiert orthorhombisch in der Raumgruppe Pnm21 (Raumgruppen-Nr. 31, Stellung 2) mit den Gitterparametern a = 6,45 Å; b = 7,70 Å und c = 6,28 Å sowie 2 Formeleinheiten pro Elementarzelle.